# Горње Бријање
Горње Бријање је сеоско насеље у Србији у општини Бојник у Јабланичком округу. Према попису из 2022. било је 317 становника.
Овде се налази Црква Светог Саве у Горњем Бријању.

## Историја села и цркве
У Горњем Бријању на локалитету "Цунга" нађени су остаци Винчанско-плочничке културе кремених оруђа и плоча. 
Из античког периода (Грчка и Римска цивилизација) потиче недовољно истражено и запуштено археолошко налазиште у Горњем Бријању, тзв. "Горњебријанско кале", која представља римску тврђаву подигнуту вероватно у III в.н.е. 
Црква Светог Саве у Горњем Бријању подигнута је и освећен непосредно по ослобођењу јужних крајева Србије 1897. године. У саставу је Горњебријањске парохије, Јабланичког намесништва и Нишке епархије Српске православне цркве. Посвећена је Светом Сави, чију славу и слави.
У периоду владавине Османлија у Горњем Бријању је живело неколико српских породица, које нису имале своју цркву, а их је опслуживао парох из цркве у Печењевцу, све до ослобођења 1878 године. После ослобођења од Османлија, ово место населили су Срби из разних крајева Србије.Претежно су дошли из околине Власотинца, односно Црне Траве, Грделичке клисуре и Врањске котлине.
На иницијативу парохијања црква је подигнут и освећен непосредно по ослобођењу јужних крајева Србије 1897. године, на парцели (делу њиве и плаца) коју је цркви даривао Тома Цакић из Горњег Бријања. Пре подизања Цркве, 1880. године формирана је парохија која је обухватала села Горње Бријање, Доње Бријање, Међа, Косанчић, Стубла, Горњи Дреновац, Доњи Дреновац и Обилић. За првог пароха постављен је јереј Стеван Поповић, родом из околине Врања, који је дошавши на новооформљену парохију покренуо иницијатију за изградњу Цркве.
Током Другог светског рата црква и њена парохија остала је упражњена до 1945. године, када за пароха долази Ћирило Ђештаковић, који овде службоивао до 1960. године.
Обнова цркве
Црква је први пут обновљена поводом стогодишњице од њене изградње 1997. године, када је формиран одбор за обнову Цркве. На Цркви је је те године промењена фасада и реновиран је кров.
Црква је комплетно реновирана 2008. године. Дрвене степенице до звоника замењене су бетонским, унутрашњост Цркве је преуређена, а под је обложен плочицама. Урађена је спољашна фасада, уграђени су прозори и врата на улазном холу у Цркву.

## Демографија
У насељу Горње Бријање, према попису из 2002. године, живело је 432 пунолетна становника, а просечна старост становништва износи 48,7 година (46,2 код мушкараца и 51,0 код жена). У насељу има 182 домаћинства, а просечан број чланова по домаћинству је 2,80.
Ово насеље је великим делом насељено Србима (према попису из 2022. године).
|             | \| Демографија[5] \| Демографија[5] \| Демографија[5] \| \| Година \| Становника \| Становника \| \| -------------- \| -------------- \| -------------- \| \| 1948. \| 979 \| \| \| 1953. \| 1.013 \| \| \| 1961. \| 959 \| \| \| 1971. \| 923 \| \| \| 1981. \| 614 \| \| \| 1991. \| 641 \| 636 \| \| 2002. \| 509 \| 529 \| \| 2011. \| 393 \| \| \| 2022. \| 317 \| \| |            |
| Демографија | |            |
| Година      | Становника | Становника |
| 1948.       | 979 |            |
| 1953.       | 1.013 |            |
| 1961.       | 959 |            |
| 1971.       | 923 |            |
| 1981.       | 614 |            |
| 1991.       | 641 | 636        |
| 2002.       | 509 | 529        |
| 2011.       | 393 |            |
| 2022.       | 317 |            |

| Етнички састав према попису из 2022.‍ | Етнички састав према попису из 2022.‍ | Етнички састав према попису из 2022.‍ | Етнички састав према попису из 2022.‍ | Етнички састав према попису из 2022.‍ |
| ------------------------------------ | ------------------------------------ | ------------------------------------ | ------------------------------------ | ------------------------------------ |
|                                      |                                      |                                      |                                      |                                      |
| Срби                                 | Срби                                 |                                      | 315                                  | 99,60%                               |
| Хрвати                               | Хрвати                               |                                      | 1                                    | 0,20%                                |
| Словаци                              | Словаци                              |                                      | 1                                    | 0,20%                                |